# Jairo Morris
Jairo Morris (24 luglio 1977) è un ex calciatore anglo-verginiano, di ruolo attaccante.

## Carriera

### Nazionale
Ha esordito in Nazionale nel 2004.